# Дрожди
Дрождите (квасни гъбички) са едноклетъчни гъби, безхлорофилни микроорганизми. Те са сред най-изучаваните еукариоти в микробиологията. Развиват се в захарни (въглехидратни) вещества и причиняват алкохолна ферментация. Клетката има овална форма. Ширината им е от 2 до 8 µm, а дължината им е от 4 до 10 µm. Дишат аеробно. При наличие на топлина (около 42 °C) и влага се размножава много бързо чрез пъпкуване

## Устройство
Отвън клетката на дрождите е обвита с клетъчна стена, която се състои от няколко слоя. Непосредствено под клетъчната стена лежи цитоплазмената мембрана. Вътрешността на клетката е изпълнена с цитоплазма, в която протича голяма част от жизнените процеси. Тя се състои от белтъци, липиди, въглехидрати, соли и др. При младите клетки тя е хомогенна и дребнозърнеста.
Дрождите притежават ясно обособено ядро. Ядрото има овална форма и е обвито с тънка пореста мембрана.
Богати са на различни витамини. Някои видове съдържат В-комплекс.
Всъщност дрождите са клетки, които живеят при аеробни условия. Ядрата им са малки. Съдържат значителен брой малки митохондрии и хомогенна цитоплазма. Анаеробно живеещите дрожди, обратно – имат големи ядра, малко на брой, но големи митохондрии и хетероплазмена цитоплазма.

## Размножаване и делене на дрождите
Дрождите се размножават вегетативно (чрез пъпкуване или просто делене) и по полов път (чрез образуване на спори). Пъпкуването е основен метод за размножаване. На майчината клетка се появява подутина (пъпка), която постепенно нараства и достига размера и формата на майчината клетка. Тогава двете клетки се разделят с преграда. При половия начин се сливат 2 клетки и ядрата им започват да се делят 2, 3, 4 пъти в клетка. Обвивка се образува от 4 до 8 аспоспори.

## Значение
Човекът използва тези организми от хиляди години в производството на хляб, вино, бира. Маята за хляб се състои именно от гореописаните дрожди.
Друго много важно приложение на тези едноклетъчни е използването им за синтезиране на рекомбинантни лекарства. Например някои видове инсулин, който е необходим на болните от диабет, са синтезирани именно в клетките на Saccharomyces cerevisiae.